# Quimera (revista)
Quimera és una revista espanyola de crítica literària, fundada el 1980, de periodicitat mensual. El seu primer número va aparèixer el novembre de 1980 i va comptar amb un editorial escrit per Octavio Paz.
Quimera és una de les revistes de referència al món cultural espanyol. A les seves pàgines han escrit premis Nobel com José Saramago, Mario Vargas Llosa, Octavio Paz, Camilo José Cela, Gabriel García Márquez i Günter Grass; premis Cervantes com Jorge Luis Borges, Augusto Roa Bastos, Sergio Pitol, Guillermo Cabrera Infante, Antonio Gamoneda; premis Príncep d'Astúries com Carlos Fuentes o Augusto Monterroso, així com uns altres destacats escriptors de projecció internacional: Juan Goytisolo, Milan Kundera, Raymond Carver, Mario Benedetti, Jean Genet, Susan Sontag i William Burroughs.
A partir de maig de 2013 es va fer càrrec de la direcció de la revista l'escriptor i crític Fernando Clemot. L'equip de la nova etapa va quedar constituït per Miguel Riera Montesinos (editor), Fernando Clemot (director), Jordi Gol (redactor encap) i Álex Chico, Ginés S. Cutillas, i Iván Humanes en el consell de redacció. El disseny i maquetació estaven a càrrec de Jordi Gol i va comptar amb col·laboradors habituals com Antonio Alonso (fotògraf) i Miquel Rof (Il·lustrador).

## Premio Quimera al millor llibre de l'any
El 2014 es va convocar el Premi Quimera al millor llibre publicat l'any anterior, amb dues categories de narrativa i poesia.

### Narrativa
El llibre guanyador va ser La habitación oscura d'Isaac Rosa. Els autors i llibres finalistes van ser Juan Gabriel Vásquez (Las reputaciones), Ricardo Piglia (El camino de Ida), Rafael Chirbes (En la orilla), Max Aub (Buñuel. Novela), Lara Moreno (Por si se va la luz), Eloy Tizón (Técnicas de iluminación), Jesús Carrasco (Intemperie), Gonzalo Hidalgo Bayal (La sed de sal) i Rolando Hinojosa (Estampas del Valle).

### Poesia
El llibre guanyador va ser Insumisión d'Eduardo Moga. Els autors i llibres finalistes van ser Rosa Lentini (Tuvimos), Rafael Saravia (Carta blanca), Álvaro Valverde (Plasencias), Joan de la Vega (Y tú, Pirene), Basilio Sánchez (Cristalizaciones), Mateo Rello (Meridional asombro), Rafael Mammos (Casas rivales), Abraham Gragera (El tiempo menos solo) i Erika Martínez (El falso techo).